# Tabanus particaecus
Tabanus particaecus är en tvåvingeart som beskrevs av Hardy 1948. Tabanus particaecus ingår i släktet Tabanus och familjen bromsar. Inga underarter finns listade i Catalogue of Life.